# Mickaël Ivaldi

a Compétitions nationales et continentales officielles uniquement.

b Matchs officiels uniquement.
Dernière mise à jour le 28 mars 2023.
Mickaël Ivaldi, né le 20 février 1990 à La Seyne-sur-Mer (Var), est un joueur de rugby à XV français qui évolue au poste de talonneur au sein de l'effectif du Rugby club toulonnais.
Il remporte deux fois le Challenge européen avec le Montpellier HR en 2016 puis avec le Lyon olympique universitaire en 2022.

## Biographie
Mickaël Ivaldi intègre le centre de formation du RC Toulon en 2008. Il fait ses débuts en équipe première du club lors de la saison 2010-2011 et dispute plusieurs matchs du Top 14 et de la coupe d'Europe. Il a le rôle de capitaine au sein de l'équipe de France -20 ans. En 2013, il s'engage au Montpellier Hérault rugby.
En fin de contrat avec le MHR, il rejoint Lyon en 2016. En début de saison 2018-2019, il prolonge son contrat de trois ans avec le LOU, soit jusqu'en 2022.
À l'issue de son contrat avec Lyon, il s'engage avec le Stade français à partir de la saison 2022-2023 pour deux ans. Après ce contrat, il revient dans son club formateur, le RC Toulon.

## Palmarès
- RC Toulon
  - Finaliste du Championnat de France en 2012 et 2013

- Montpellier HR
  - Vainqueur du Challenge européen en 2016

- Lyon OU
  - Vainqueur du Challenge européen en 2022

### En équipe nationale
- Champion d'Europe des moins de 18 ans 2008.